# Enkefalin

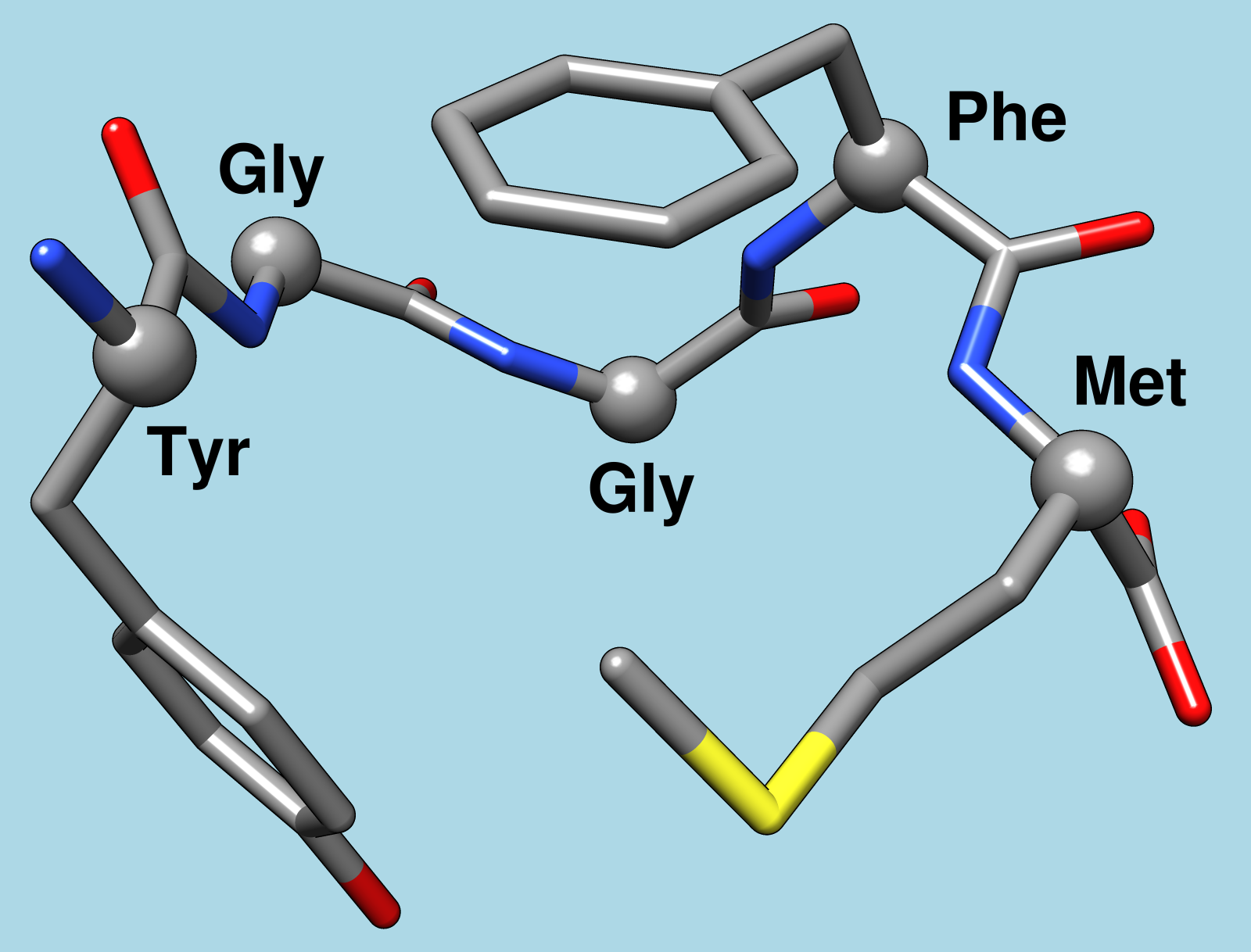
Met-enkefalin

Enkefaliny jsou opiáty přirozeně se vyskytující v nervové soustavě obratlovců, jejichž prekurzorem je proekefalin. U člověka jsou dva zástupci této skupiny, met-enkefalin a leu-enkefalin, v obou případech pentapeptidy. Nejvyšší koncentrace enkefalinů jsou v zadních rozích míchy, v šedé hmotě kolem Sylviova kanálku, dále v limbickém systému a v bazálních gangliích. Řada těchto center se podílí na vnímání tupé bolesti a zdá se, že v tom mají důležitou roli právě enkefaliny. Vážou se na opioidní receptory, podobně jako například opium, morfin či kodein. Jsou známy tři typy těchto receptorů, delta, kappa a mí.